# Juglans californica
Juglans californica es una especie de gran arbusto o pequeño árbol que alcanza los un tamaño de 9 m de altura, perteneciente a la familia Juglandaceae. Es un endemismo de California.

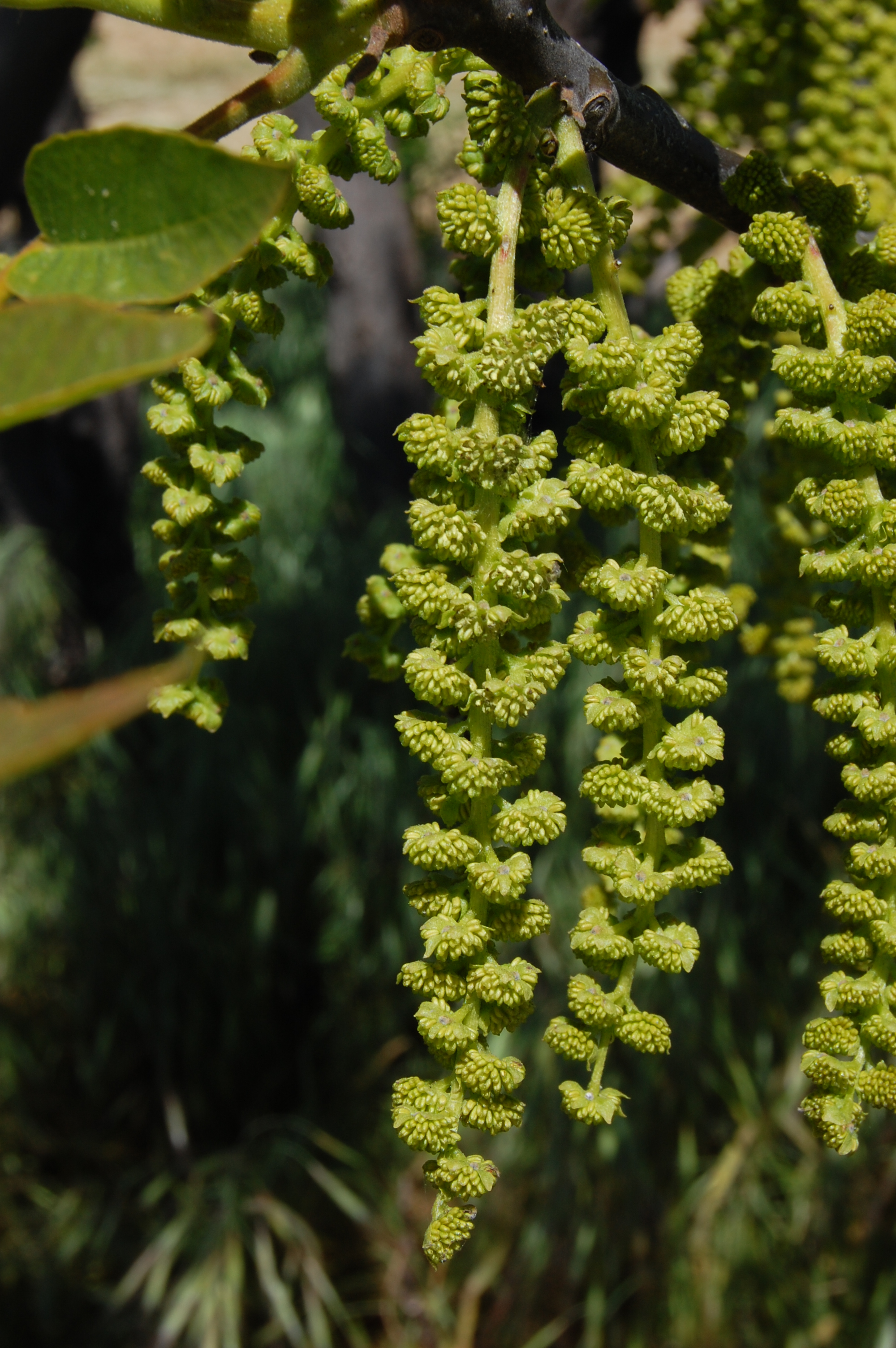
Inflorescencia

## Distribución
J. californica se encuentra generalmente en la parte meridional de California Coast Ranges, Transverse Ranges, Peninsular Ranges y el Valle Central. Crece como parte de los bosques mixtos, y también en las laderas y en los valles donde las condiciones son favorables. Está amenazada por el desarrollo y el sobrepastoreo. Algunos rodales nativos permanecen en la zona urbana de Los Ángeles en las montañas de Santa Mónica y Hollywood Hills. J. californica crece en riberas boscosas, tanto en rodales de una sola especie o mezclado con robles de California ( Quercus spp.) y álamos ( Populus fremontii ).

## Descripción
Juglans californica puede ser un arbusto grande con 1-5 troncos, o un árbol pequeño, de un solo tronco. El tronco principal puede desarrollarse cerca de la tierra, haciendo que parezca como dos árboles que han crecido juntos y luego se separaron. Tiene una corteza gruesa, profundamente canalizada o surcos en la madurez. Tiene grandes hojas pinnadas compuestas con 11-19 foliolos lanceolados con los bordes dentados y sin pelo en los ángulos de las venas. Tiene una pequeña nuez dura con una superficie ranurada, cáscara gruesa que es difícil de eliminar.

## Usos
Alimentación
Los indios Chumash de la Islas del Canal de California y el condado de Ventura comían los frutos secos, sin embargo, estas no se producen comercialmente para este propósito.
Cultivo
J. californica se cultiva como árbol ornamental como planta nativa de California, xerojardinería y hábitat de vida silvestre de jardines y paisajismo natural en California, y en Hawái.

## Taxonomía
Juglans californica fue descrita por Sereno Watson y publicado en Proceedings of the American Academy of Arts and Sciences 10: 349. 1875.
Etimología
Juglans; nombre genérico que procede del término latíno Juglans que deriva de Jovis glans, "bellotas de Júpiter": figuradamente, una nuez apropiada para un dios.
californica: epíteto geográfico que alude a su localización en California.
Sinonimia
- Juglans californica var. californica[5]